# Giuseppina (Vorname)
Giuseppina ist eine italienische Form des weiblichen Vornamens Josefine. Eine Kurzform des Namens ist Pina oder Giusy.

## Namensträgerinnen
- Pina (Giuseppina) Carmirelli (1914–1993), italienische Violinistin
- Giuseppina Bakhita (1869–1947), italienische Ordensschwester afrikanischer Abstammung
- Giuseppina Bersani (1949–2023), italienische Fechterin
- Giuseppina Catanea (1894–1948), italienische römisch-katholische Unbeschuhte Karmelitin und Mystikerin
- Giuseppina Grassini (1773–1850), italienische Opernsängerin
- Giuseppina Leone (* 1934), ehemalige italienische Leichtathletin und Olympiadritte
- Giuseppina Negrelli (1790–1842), Welschtiroler Patriotin
- Giuseppina Maria Nicolini (* 1961), ehemalige Bürgermeisterin der italienischen Gemeinde Lampedusa und Linosa
- Giuseppina Pasqualino di Marineo (Pippa Bacca) (1974–2008), italienische Aktionskünstlerin
- Giuseppina Projetto (1902–2018), italienische Supercentenarian
- Giuseppina Rippa (1913–1943), italienische Hausangestellte
- Giuseppina Strepponi (1815–1897), italienische Opernsängerin und Frau von Giuseppe Verdi
- Giuseppina „Pina“ Suriano (1915–1950), italienische römisch-katholische Laiin der Katholischen Aktion
- Giuseppina Vannini (1859–1911), italienische Ordensschwester